# باتريسيو خيريز
باتريسيو خيريز (بالإسبانية: Patricio Jerez)‏ (19 مايو 1985 بسانتياغو في تشيلي - ) هو لاعب كرة قدم تشيلي في مركز الوسط. لعب مع كولو-كولو وهواتشيباتو وديبورتيس أنتوفاغاستا وديبورتيس ماجالانز ونادي كوبريلوا.

## وصلات خارجية
- باتريسيو خيريز على موقع قاعدة بيانات كرة القدم.إي يو (الإنجليزية)
- باتريسيو خيريز على موقع Soccerway.com (الإنجليزية)
- باتريسيو خيريز على موقع AS.com (الإسبانية)